# Honza Treichlinger
Honza Treichlinger (Plzeň, 2 gennaio 1929 – Auschwitz, 16 ottobre 1944) è stato un giovane cantante e attore ceco, di origine ebraica, vittima dell'Olocausto. Fu protagonista dell'opera Brundibar di Hans Krása, rappresentata per la prima volta all'orfanotrofio ebraico di Praga nel 1942 e quindi nel 1943-44 nel campo di concentramento di Theresienstadt (Terezín). Deportato ad Auschwitz-Birkenau vi trova la morte nelle camere a gas al suo arrivo il 16 ottobre 1944.

## Biografia

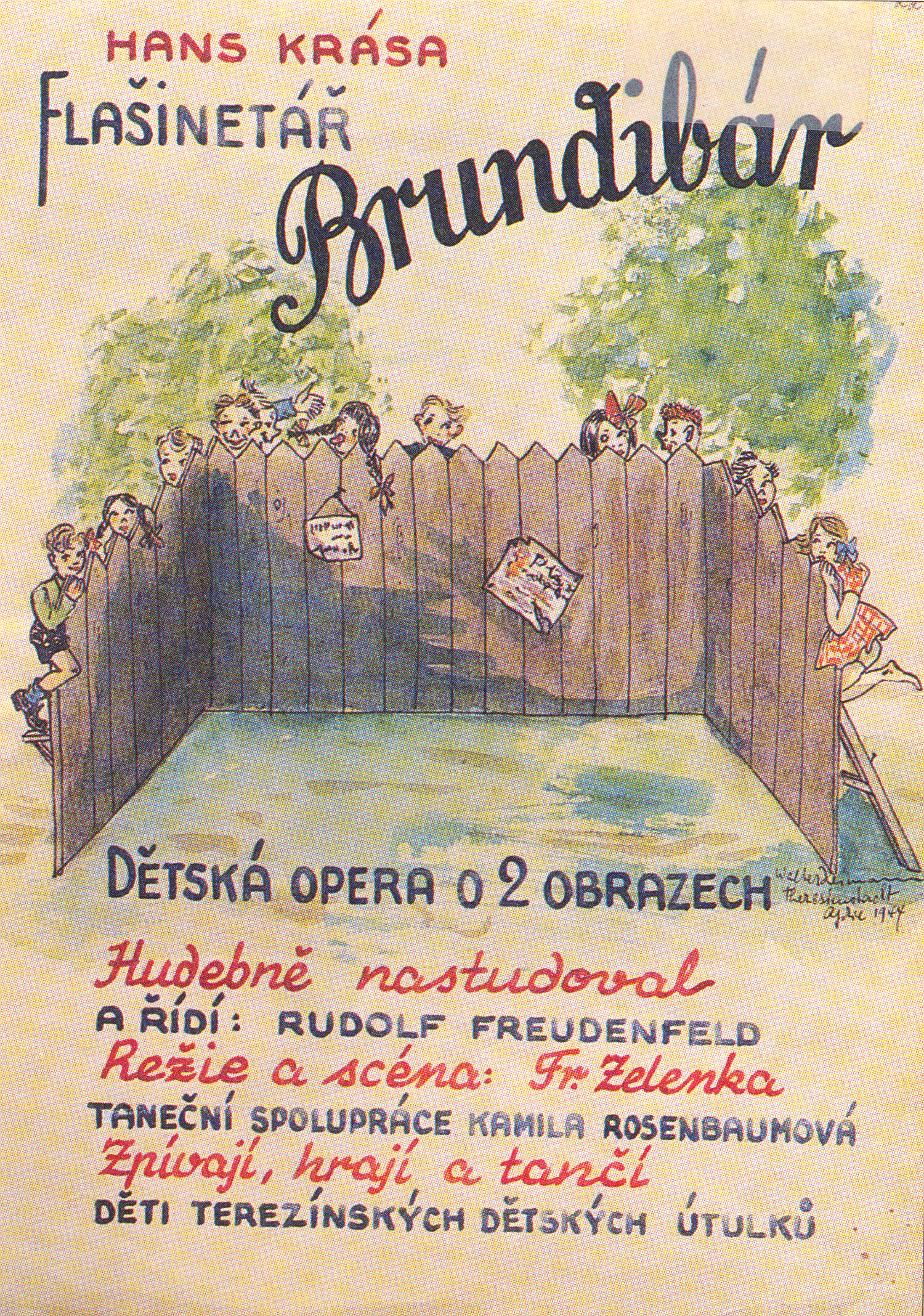
Poster per la rappresentazione di Brundibar a Terezín

Honza Treichlinger nasce nel 1929 a Plzeň (Pilsen) in Cecoslovacchia. Poco si sa della sua infanzia o di ciò che sia avvenuto ai suoi genitori, Ernest e Ida. Nel 1941 lo troviamo all'Orfanotrofio ebraico nella Praga occupata da nazisti, dove è un membro del coro. Quell'anno, il compositore ceco Hans Krása aveva donato all'orfanotrofio la partitura della sua opera per bambini Brundibar, poco prima di essere deportato a Terezín. L'opera, scritta nel 1938 non era stata ancora rappresentata. Tra tutti i componenti del coro, Treichlinger ne è scelto come il protagonista. L'orfanotrofio organizza nell'inverno 1942 tre rappresentazioni, clandestinamente, finché la Gestapo arresta gli adulti coinvolti nella produzione.
Tra l'aprile e il luglio 1943 tutti i ragazzi e il personale dell'orfanotrofio praghese sono trasferiti a Terezín e lì ritrovano il compositore il quale ricostruisce a memoria la musica di Brundibár, adattandola ai strumenti musicali e agli strumentisti presenti nel campo. Treichlinger riprende il suo ruolo, nella prima del 23 settembre 1943 e in tutte le 55 rappresentazioni dell'opera avvenute tra il settembre 1943 e il settembre 1944 a Terezín. L'opera è l'evento musicale di maggior importanza nella storia del campo. Treichlinger era pienamente consapevole del fatto che il personaggio "cattivo" di Brundibár, da lui interpretato, era una parodia di Adolf Hitler, ma fu capace di renderlo al tempo stesso umano, comico e brillante, immediatamente riconoscibile dai grandi baffi incollati sulla sua faccia.
Le eccezionali qualità di cantante e attore del piccolo interprete lo rendono una celebrità a Terezín. Tra i bambini di Terezín è, assieme a Petr Ginz, direttore della rivista Vedem, e al giovane poeta Hanuš Hachenburg, quello che ha il maggior impatto nella vita sociale e culturale del ghetto. Di lui ricorderà Rudolf Freudenfeld, che diresse l'orchestra sia al conservatorio di Praga che a Terezin:
"[Treichlinger] era veramente divenuto una celebrità. Era famoso e venerato. Ovunque andasse, si alzava il grido, Brundibár, Brundibár. Istintivamente Honza ha rappresentato la figura di Brundibár con tale umanità, che nonostante interpretasse il ruolo del cattivo, è  divenuto il favorito non solo dei bambini, ma anche del resto del pubblico. Ha imparato a muovere i baffi incollati sotto il suo naso, a recitare così brillantemente e solo al momento perfetto che tutte le tensioni del pubblico svanivano e spesso potevamo davvero sentire i bambini sollevare un sospiro di sollievo. Dal momento in cui ha creato per primo il personaggio ha preso parte a tutte le rappresentazioni dell'opera senza un sostituto. Nessuno avrebbe potuto sostituirlo."
Le autorità naziste tollerarono le rappresentazioni dell'opera ed anzi cercarono di sfruttarne il successo a fini propagandistici. Lo spettacolo fu offerto ai rappresentanti della Croce Rossa che visitarono il campo il 23 giugno 1944. Il finale dell'opera è catturato nel film di propaganda nazista Der Führer schenkt den Juden eine Stadt (Il Führer dona una città agli ebrei, 1944), girato ai primi di settembre dello stesso anno. Nel filmato Treichlinger canta assieme al coro dei piccoli interpreti. È l'unico documento visivo che si abbia di lui.
Il mese successivo, Trechlinger, il compositore e numerosi membri del cast sono deportati e uccisi ad Auschwitz. Dice ancora Rudolf Freudenfeld:
"Che cosa sarebbe potuto diventare? Attore o ingegnere? Di sicuro avrebbe modellato la propria vita così come aveva fatto con il suo ruolo! Il fatto di essere piuttosto basso di statura si rivelo' fatale. Aveva 14 anni. Ad Auschwitz fu mandato con i vecchi e i bambini piccoli direttamente nelle camere a gas".
Non avendo superato la selezione, Trechlinger è ucciso il 16 ottobre 1944, il giorno stesso del suo arrivo ad Auschwitz, così come era avvenuto un paio di settimane prima a Petr Ginz e ancor prima, nel luglio 1944, a Hanuš Hachenburg. Oggi il suo ruolo di Brundibar è interpretato da giovani cantanti e attori di tutto il mondo.

## Filmografia
- Der Führer schenkt den Juden eine Stadt ("Il Führer regala una città agli ebrei"), regia di Kurt Gerron (1944) <documentario di propaganda nazista>
- Voices of the Children, regia di Zuzana Justman (1998) <documentario>
- Prisoner of Paradise, regia di Malcolm Clarke e Stuart Sender (2002) <documentario>